# 4229 Plevitskaya
4229 Plevitskaya eller 1971 BK är en asteroid i huvudbältet som upptäcktes den 22 januari 1971 av den ryska astronomen Ljudmila Tjernych vid Krims astrofysiska observatorium på Krim. Den är uppkallad efter den ryska sångerskan Nadezjda V. Plevitjkaja..
Asteroiden har en diameter på ungefär 8 kilometer.